# Themis (nave)
Themis fue un estudio de 1998 de la ESA sobre un vehículo orbital con alas. Se habría tratado de un demostrador tecnológico con el que validar las tecnologías necesarias para construir el tanque de combustible integrado necesario para desarrollar un Ariane 5 reutilizable. El motor del Themis sería un derivado del Vulcain del Ariane 5. El coste estimado en la época fue de 2.500 millones de dólares. Habría usado 33 toneladas de propelente para alcanzar velocidades de mach 11. La adición de un par de cohetes aceleradores podría haber llevado a órbita al Themis.

## Especificaciones
- Empuje en despegue: 800 kN
- Masa total: 55.000 kg
- Longitud total: 27 m